# Sonic the Hedgehog CD
Sonic the Hedgehog CD (ソニック・ザ・ヘッジホッグCD Sonikku za Hejjihoggu Shī Dī?, comúnmente abreviado Sonic CD) es un videojuego de plataformas de la saga Sonic, desarrollado y publicado por Sega protagonizado por Sonic el Erizo. Fue lanzado para la Sega CD en 1993, y, posteriormente, en 1996, llevado a PC. Tiempo después, a finales del 2011, y para rememorar los 20 años de vida del personaje, Sonic CD pasaría a relanzarse para videoconsolas de sobremesa de nueva generación y teléfonos inteligentes, en una versión restaurada y mejorada. Este juego marca la primera aparición de Metal Sonic, y de Amy Rose, como personajes que enriquecerían la historia del erizo azul.

## Temática
Un mes de cada año, un pequeño planeta aparece en los cielos sobre el "Never Lake". Este misterioso lugar contiene siete gemas ancestrales que controlan el paso del tiempo, llamadas las "Time Stones". Intrigado por el inusual poder de estas piedras, el Dr. Robotnik aparece en el mismo, desarrollando un nuevo plan que le permitirá conquistar el mundo.
Por fortuna, Sonic ha descubierto el plan de Robotnik, y pretende detenerlo a toda costa. Para complicar más las cosas, el Dr. Robotnik pretende secuestrar a la joven eriza Amy Rose, para usarla intentando detener a Sonic en su avance. Con ese fin, desarrolla su más diabólica y sofisticada máquina hasta la fecha: un robot réplica de nuestro heroico erizo, diseñado para igualar toda habilidad de Sonic e incluso sobrepasar su renombrada velocidad, Metal Sonic.
Ahora, Sonic debe reunir las "Time Stones" antes que el Dr. Robotnik y conseguir hacer un buen futuro sobre cada rincón del "Little Planet" para derrotar al Doctor y a Metal Sonic, y salvar a Amy Rose.

## Jugabilidad
El elemento clave de este juego es el hecho de que el jugador puede viajar a 4 versiones diferentes de cada nivel, en 3 períodos diferentes. Esto se consigue gracias a unos postes que hay esparcidos por el nivel, con letreros de pasado y futuro. Los badniks tienen diferente capacidad de sistema. En el pasado todos los robots funcionan correctamente y serán duros de derrotar. En el futuro todos los robots están averiados, por lo que serán fáciles de vencer. En el presente algunos robots funcionan bien como en el pasado mientras que otros están averiados como en el futuro. De igual manera cuando Sonic destruye el generador (en el pasado) todos los badniks se transforman en flores, tanto en el pasado como en el buen futuro, en el presente siguen algunos vivos.
Como casi todos los juegos de Sonic de esta era, cada nivel está dividido en 3 actos (aunque son denominadas zonas en este juego, tanto como los niveles son denominadas rondas), desarrollándose el 3º siempre en el futuro. El juego en general tiene un estilo algo extraño.

### Estructura del juego
Son 7 rondas las que componen el juego. Se componen de 3 actos cada una, en las que las 2 primeras se basan en que el protagonista, Sonic, debe viajar al pasado de la zona, para destruir la máquina de Robotnik (Un generador) y opcionalmente un holograma de Metal Sonic que se encuentra en el pasado. En el presente puedes ver la ubicación de la máquina que esta como averiada después de siglos de estar en funcionamiento. Al destruir la máquina. El futuro de la zona cambia. Además, cada vez que Sonic llegue al final de cada acto (independientemente de la época) con 50 anillos, puede coger el Giga Anillo, y llegara a la Special Stage.
El 3º acto siempre se desarrolla en el futuro. Si se ha destruido las dos máquinas de los primeros actos, será un futuro bueno, en caso contrario será un futuro malo. De forma opcional conseguir todas las Time Stones convierte todos los futuros en buenos.
Sonic se encuentra a su paso por cada fase bastantes tipos de Badniks. Puede destruirlos usando el salto, ya que, al saltar, Sonic se enrolla sobre sí mismo, siendo un arma letal contra los Badniks. Al final de cada fase, Sonic debe vencer al Doctor Eggman (en ese momento llamado Dr. Robotnik) que aparece con una de sus ingeniosas máquinas.

### Objetos comunes
En cada fase, Sonic se encuentra una serie de objetos que facilitan su paso por cada uno de los actos:
- Anillos: Abundan en la mayoría de los actos. La función principal es proteger a Sonic de los ataques de los Badniks, ya que si no, nada más ser tocado por estos, si no tuviera anillos, perdería una vida. Pero, si tiene aunque sea uno, no muere, simplemente, pierde la totalidad de los anillos obtenidos hasta el momento. Tras el impacto, algunos anillos se dispersan antes de desaparecer, por lo que es posible recuperarlos. Si consigue 50 anillos, y los mantiene hasta el final del acto en que esté (excepto el último de cada fase), junto al panel giratorio, aparecerá el Giga Anillo.

- Pinchos: En cada nivel aparecerán. Son un conjunto de 3 clavos que harán que Sonic pierda sus anillos, si Sonic salta y cae encima de ellos, y luego, puede ser aniquilado al saltar sin anillos sobre estos.

- Farolas/Punto de control: Hay varios dispuestas en cada fase (pero solo en el presente), Sonic debe golpearlos. Esto registrara la puntuación y tiempo obtenidos hasta el momento. Si muere al intentar superar la fase, aparecerá en el último Punto de control previamente activado, con el mismo tiempo y puntuación obtenidos hasta ese momento, pero con cero anillos.

- Monitores de vídeo: Presentes en casi todos las fases. Hay diversos tipos de monitores de vídeo, que se distinguen por la imagen que aparece en la pantalla. Para poder obtener sus ventajas, Sonic debe romperlos saltando encima de ellos.

Estos son:
- Súper anillo: Tiene la imagen de un anillo. Al destruirlo, el protagonista obtiene 10 anillos.
  - Potencia extra: Tiene la imagen de un zapato. Al destruirlo, es capaz de correr a una velocidad supersónica durante un breve período.
  - Vida extra: Tiene una imagen de la cara de Sonic. Al destruir el monitor, Sonic obtiene una vida extra.
  - Escudo protector: Tiene la imagen de una burbuja azul. Al romperlo, Sonic es recubierto por una esfera de energía azul, y al ser atacado por un enemigo, simplemente pierde esta protección, quedándose con el mismo número de anillos y vidas. Es muy eficaz, pero no protege al erizo de todos los obstáculos. Por ejemplo, si Sonic cae al vacío, o es aplastado, perderá una vida.
  - Invencibilidad: Tiene la imagen de tres estrellas. Al romperlo, Sonic recibe un escudo formado por varias estrellas que lo circundan, y los ataques de los Badniks no le afectan, aunque no le protege de todos los obstáculos, los mismos que el escudo burbuja no puede proteger. Sonic puede destruir a los Badniks atravesándolos (ya no es necesario usar el salto). Dura unos segundos y después se desvanece.

- Giga Anillo: Aparece al final de la fase, sólo si Sonic tiene 50 anillos o más. Si Sonic lo coge, llegara a la Special Stage (Fase Especial) donde tendrá la oportunidad de hacerse con una de las 7 Piedras del Tiempo. Sólo se consigue en las fases donde no hay batalla con el Dr. Robotnik.

- Panel giratorio: Aparece al final de las fases 1 y 2 de cada nivel. Para acabar la partida, Sonic debe darle la vuelta, y al estilo del juego de cara y sello, se ven las caras de Sonic y Robotnik. Pero siempre aparece la cara de Sonic.

- Rebotador/Trampolin: El rebotador lanza a Sonic hacia lo alto. Los rebotadores amarillos lo lanzarán a corta distancia, mientras que los rojos lo lanzarán más alto.

- Interruptor: Sirve para activar y cumplir una función en el escenario.

- Postes del tiempo: Aparece a lo largo de los actos 1 y 2 de cada nivel. Sirven para viajar en el tiempo. Hay postes para viajar al pasado y otros para viajar al futuro. Sonic debe darle la vuelta, y salir disparado a gran velocidad óptima, momento en que viajará en el tiempo.

- Proyector de Metal Sonic: Metal Sonic controla las formas de vida inteligente con estos proyectores: cada uno aparece en el pasado de cada zona. Si Sonic lo destruye, los animales de la ronda podrán ser liberados.

- Generador de Badniks: La máquina que produce los badniks en el pasado. Sonic debe destruirla para conseguir cambiar el futuro de la zona de malo a bueno. Si Sonic cambia todos los futuros de cada una de las zonas del juego, obtendrá el final bueno del mismo.

- Cápsula: Aparece al final de la fase tres de un nivel, tras la batalla con Robotnik. Sonic ha de romper la cápsula y al destruirla soltará semillas de flores en la zona.

- gemas del tiempo: gemas de colores con propiedades especiales. Son un total de 7 y con todas ellas se puede restaurar el tiempo corrupto por Robotnik. Solo son accesibles en la Etapa Especial, tras destruir un número determinado de Máquinas Flotantes que pueblan las diferentes áreas y dentro del tiempo disponible. Si Sonic se hace con todas, conseguirá el Final Bueno del juego.

## Niveles
Lo que típicamente es denominado "Zona" en otros juegos de Sonic, aquí es denominado "Ronda". De forma similar, un "Acto" es ahora una "Zona". En total hay 7 rondas a completar, con tres zonas cada una. La mayoría de las rondas de Sonic CD guardan un gran parecido con las de Sonic the Hedgehog.

### Palmtree Panic
- Pánico de Palmeras

Se trata de un nivel exótico y florido, con montañas, cascadas, grandes arbustos y palmeras en el paisaje y un amplio lago que cubre el fondo de la Ronda, muy similar a Green Hill Zone del primer Sonic, con la salvedad de que este nivel se ambienta, en vez de un entorno tropical marino, en un ambiente selvático y paradisíaco.
En la versión del pasado de esta zona, se muestra un paisaje más prehistórico, con grandes cascadas naturales e intactas entre las montañas de fondo de pantalla. Mientras que el futuro malo está completamente mecanizado, lleno de polución, un cielo completamente nublado negruzco y petróleo y derivados en sustitución de lo que antes fue agua, el futuro bueno muestra una mecanización limpia y cuidadosa con el medio ambiente, donde se pueden observar grandes lagunas de agua pura en el fondo del escenario, con tuberías que dosifican y riegan toda el área, en un entorno totalmente purificado.
Jefe: La Máquina de Robotnik de final de fase recibe el nombre de "EGG-HVC-D01", un robot mecanizado andador, provisto de grandes pinchos en sus patas robóticas con rebotadores retráctiles que actúan como escudos protectores en cada uno de sus brazos metálicos, que impiden que el Doctor tenga un ataque efectivo. Con cada golpe recibido, los brazos se irán desprendiendo, reduciendo la defensa de Robotnik.
Nota: En el mal futuro el robot es de color rojo y en el buen futuro es de color rosado, la única forma de vencerlo rápido es cogiendo invencibilidad o atacarlo por atrás

### Collision Chaos
- Caos de Colisiones

Un Extraño y gran Nivel al estilo de un pinball, parecido a Spring Yard Zone de Sonic 1 en Mega Drive. Al comienzo de la Ronda, Metal Sonic aparecerá raptando a Amy, sin que Sonic pueda evitarlo. El Presente se caracteriza por un entorno muy luminoso y llamativo, en un ambiente al anochecer, con formaciones rocosas en el fondo del área, sobre un lago anaranjado. En el pasado, se muestra una zona arbolada y florida que esta intacta al paso del tiempo, en un entorno al atardecer.
El futuro malo es completamente oscuro y nocturno, lleno de maquinaría y con claros desperfectos por influencia de la Tecnología. Mientras que el futuro bueno, muestra una zona azul, florida y futurista, que no parece afectada en absoluto por el paso del tiempo, con un cristalino lago azul bien conservado en el fondo de la zona.
Jefe: La Máquina de Robotnik de final de fase se trata de una gran estructura de juego de Pinball repleta de pinchos en la que encierra a Sonic, mientras que lanza bombas de poco poder de destrucción para frenar su escalada hacia donde se encuentra Robotnik instalado en una Placa metálica Horizontal que no tiene defensa alguna.

### Tidal Tempest
- Tempestad de Mareas

Unas vastas ruinas ancestrales sumergidas en una serie de profundas grutas y cavernas bajo el agua, muy similares a Labyrinth Zone de Sonic 1. En cada época, el nivel del agua que inunda la zona variará. El Presente muestra una zona normal, prácticamente idéntica a la mencionada zona Labyrinth, solo cambian los tonos de las estructuras, agua y fondos apredreados con respecto a ésta. También se puede ver, en el exterior de la zona, un sistema volcánico en erupción.
El pasado muestra cuevas y grutas sin edificar, con aguas subterráneas cristalinas. El futuro malo muestra una planta químico-eléctrica subacuática con agua color granate contaminada, mientras que, en el futuro bueno, es un Acuario Mecánico turquesa con plantas y peces con agua limpia, clara y azulada.
Jefe: La Máquina de Robotnik de final de fase es primero el mismo de labyrinth zone solo que va bajando con una moto luego un Submarino de ataque que se protege con un gran número de pompas que Sonic debe eliminar para poder impactar el dispositivo del Doctor, mientras éste se abalanza contra Sonic a la par que lanza tres bombas de luz con cada embestida. Sonic puede aprovechar las Burbujas para tomar aire y respirar bajo el agua, dado que el combate transcurre con ambos sumergidos.

### Quartz Quadrant
- Cuadrante de Cuarzo

Quartz Quadrant es una mina en pleno funcionamiento sobre unas grutas ricas en minerales y piedras preciosas, llena de cintas transportadoras, plataformas y tuberías. En el Pasado muestra una serie de pantanos montañosos, en el Futuro malo  una refinería industrializada y devastada, en el Futuro bueno una Ciudad metálica muy luminosa y modernizada.  
Jefe: La Máquina de Robotnik de final de fase es un dispositivo hermético en el que esta el Doctor, sobre una cinta transportadora que hace retroceder a Sonic hasta una zona de Pinchos, mientras que Robotnik lanza desde el techo una serie de minas explosivas. Robotnik no puede ser atacado de forma directa, sino que Sonic debe correr a toda velocidad hasta que el pistón que sujeta la cápsula donde esta doctor entre en contacto con la cinta, friccionándola y haciendo que Robotnik no pueda pisar la estructura debido a que la Fuerza de rozamiento generada pone el suelo a gran temperatura y lo va derritiendo.

### Wacky Workbench
- Planta de Trabajo Alocada

Wacky Workbench es una Gran Fabrìca situada en un cañón montañoso con una característica muy especial; Todo el Suelo es reflectante: impulsa a Sonic hasta el techo, de forma intermitente, haciéndose imposible andar sobre él, con numerosas plataformas y cables que producen descargas eléctricas. En el Pasado se ve la factoría en construcción, con el cañón de fondo. En el Futuro Malo se muestra arruinada, rota y marrón, denotando que ha acumulado óxido con el paso del tiempo, mientras que en el Futuro Bueno es una atractiva planta morada y azulada, sin deterioro alguno.
Jefe: La Máquina de Robotnik de final de fase es una gran Nave voladora con dispositivo electromagnético en el que Robotnik hace, provisto con un Taladro en la zona superior de la Nave, desprender rocas que, debido al efecto de la Planta, hace que reboten y que Sonic debe ultilizar para golpear la aeronave del Doctor.

### Stardust Speedway
- Autopista del Polvo Estelar

Stardust Speedway es uno de los niveles más rápidos de todos los juegos de Sonic. Stardust Speedway es una autopista luminosa con grandes estructuras y entramados con propulsores sobre una gran ciudad, que guarda cierto parecido con Star Light Zone de Sonic 1, donde en todas las épocas la acción se desarrolla de noche.
En el Presente, se muestra una ciudad con muchas luces, sobre plataformas doradas. En el Pasado se muestra una especie de ciudad romana sobre un lago, con enredaderas por doquier, con una gran estatua del Doctor Robotnik en el medio de la misma. En el Futuro Malo, se puede observar una ciudad corrupta y devastada con extraños edificios y tormentas constantes con tonos rojizos y magenta. En el Futuro Bueno, aparece un parque temático futurista, de color verdoso y muy iluminado, donde reina la diversión y el ocio.
Jefe: El Jefe es un tanto distinto a las demás Rondas. Pues Sonic deberá librar una Carrera definitiva contra Metal Sonic para poder salvar a Amy al final del acto de forma obligada ya que La Máquina de Robotnik de final de fase, es una gran máquina propulsora, que ira soltando Rayos progresivamente mientras que sigue de cerca el avance de la carrera.
Sí Sonic gana, Metal Sonic quedará fuera de combate y Sonic podrá rescatar al fin a Amy.

### Metallic Madness
- Locura Metálica

Es la gran Base de Robotnik en el planeta Little Planet, muy similar a Scrap Brain de Sonic 1. Se trata de una fábrica plagada con sierras circulares gigantescas, plataformas escarpadas y otros objetos afilados listos para descuartizar al erizo. En el Acto 2, Sonic es miniaturizado para pasar por pasadizos estrechos en un complejo laberinto. En el Pasado se muestra la fábrica aún en construcción, mientras que en el Futuro malo está medio destruida en un entorno lúgubre. En el Buen Futuro, se muestra una factoría con árboles y gran vegetación, mostrando un lugar por el que no parece haber pasado el doctor jamás.
Jefe: La Máquina de Robotnik de final de fase y final del Juego se desarrolla en una cámara, donde previamente Sonic ha de derrotar a 3 robots-luciérnaga. Ya en la cámara, Robotnik atacara en una imponente nave circular compuesta por 4 paneles metálicos que lo rodean. Primero, atacara rodando sobre el suelo, donde Sonic deberá esconderse entre los huecos que queden entre panel y panel. Cada vez que Robotnik reciba un impacto, uno de los paneles se desprenderá. El Ataque del Doctor variará. Robotnik hará que los paneles caigan desde lo alto del techo hasta el suelo.
Al derrotar al doctor, la zona empezara a explotar. Por lo cual Sonic deberá escapar con Amy de Little planet.

## Desarrollo
Tras el lanzamiento de Sonic the Hedgehog, el programador jefe Yuji Naka había acabado muy insatisfecho con las rígidas políticas de la compañía, así que se mudó a América a trabajar con el Sega Technical Institute. Además gran parte del grupo original de diseño de Sonic también se fue, para ayudar a los desarrolladores americanos. Con la mitad del Sonic Team y dos de sus más importantes creadores presentes, el Sega Technical Institute acabó con la tarea de desarrollar la secuela Sonic the Hedgehog 2.
Mientras, en Japón, Sonic CD fue desarrollado por un grupo desarrollador aparte, encabezado por el creador de Sonic, Naoto Ohshima. En un principio, como se reveló en diversas entrevistas y revistas, Sonic CD, y Sonic 2 para Mega Drive, Master System y Game Gear iban a ser el mismo juego. Sin embargo, durante el desarrollo de Sonic CD, este evolucionó a un tipo diferente de juego. Eventualmente, la jugabilidad de Sonic 2 sería la usada en futuros juegos, pero esto explica por qué el estilo y jugabilidad de Sonic CD son diferentes, así como el uso de los sprites de Sonic the Hedgehog en el juego, la forma del Spin Dash, movimientos agregados como el Super Peel-Out, la forma musical del juego, que no sería usada hasta lanzamientos de juegos modernos de la saga (por el estilo musical futurístico usado), y la trama de viaje en el tiempo, que no se aplicaría en ningún juego de la saga en el futuro.
Sonic CD fue lanzado tras Sonic the Hedgehog 2, pero antes que Sonic the Hedgehog 3. Sin embargo, esto es debido a los constantes retrasos del juego, ya que Sonic CD iba a salir, supuestamente, antes que Sonic 2. Es por esta razón que la evolución de Sonic a Súper Sonic nunca se presentó en este juego (al haber sido ideado posteriormente y por otro equipo de desarrollo).

## Banda sonora y controversias
Sin lugar a dudas uno de los puntos fuertes de Sonic CD fue su banda sonora. Al ser un juego en CD, casi todas las melodías estaban en formato CD Audio, con una calidad de sonido excelente, muy superior a cualquier otro videojuego de consola de su época, cuyas melodías aún no tenían un sonido muy realista. Debido a esta mejora, se incluyeron en la banda sonora dos canciones: una para la secuencia de vídeo inicial y otra para el final del juego. Únicamente las melodías de los niveles en el pasado fueron grabadas en formato PCM; el motivo se desconoce, pero se cree que lo hicieron así para darle un toque clásico a los niveles del pasado o incluso se cree que fue una broma de los desarrolladores.
La mayor controversia de este juego es debida a que la versión norteamericana creó una banda sonora distinta a la versión original japonesa. Europa ha recibido a veces una o la otra, teniendo la original en el lanzamiento para Sega Mega-CD, pero la norteamericana en posteriores lanzamientos. La banda sonora japonesa fue compuesta por Naofumi Hataya y Masafumi Ogata, y tenía vocalización de Keiko Utoku. Las Canciones Vocales se llaman Sonic - You Can Do Anything compuesta por Masafumi Ogata y Cosmic Eternity - Believe In Yourself, compuesta por Naofumi Hataya.
La versión norteamericana fue retrasada algunos meses para tener una nueva banda sonora, compuesta por Spencer Nilsen, quien realizó otras bandas sonoras para la consola en juegos como Ecco the Dolphin, así como para Sega Saturn. Todas las melodías fueron reemplazadas, exceptuando las melodías del pasado, realizadas en PCM audio (usando el motor de la consola) en lugar de Red Book CD Audio (CD Audio). La nueva canción se llamaba "Sonic Boom", realizada por el trío femenino de jazz Pastiche. La canción de inicio y final tienen letra similar, pero diferente instrumentación.
Además, las secuencias realizadas en FMV fueron reeditadas para acompañar el ritmo de las nuevas melodías. La versión europea de Mega CD contenía banda sonora japonesa, en la versión de PC y la de Sonic Gems Collection para PlayStation 2 y GameCube, han tenido la banda sonora norteamericana en Norteamérica y Europa y en Japón la banda sonora japonesa, sin embargo la versión de Playstation 2 de Sonic Gems Collection contiene ambas bandas sonoras, y para poder jugarlo con banda sonora japonesa hay que configurar la PS2 o PS3 en idioma japonés (solo que las PS2 norteamericanas y europeas no contienen idioma japonés), pero en GameCube los discos solo contienen la banda sonora de su respectiva región. Sin embargo, la banda sonora japonesa ha salido en el Sonic Screensaver, Sonic Jam, y en la remasterización de 2011 para sistemas de descarga.
Este cambio generó una gran diferencia entre las críticas de ambos tipos, llegando GameFan Magazine, a dar un 100% a la versión japonesa, y una puntuación menor a la versión americana, claramente debido al cambio de la banda sonora.
La mayoría de los fanes opinan que este cambio de banda sonora en la versión americana era innecesario. Actualmente hay muchas discusiones sobre la mejor banda sonora, y son múltiples las quejas que han puesto los fanes a cada relanzamiento del juego, ya que siempre carece de la posibilidad de elección de la misma. 
Otra controversia es que los temas de todas las zonas en pasado son iguales e inspiradas en la Banda sonora Japonesa. Presente y futuro son diferentes en América que en Europa y Japón.
La mayoría todas estas discrepancias y controversias vieron respuesta en el relanzamiento del juego en 2011 para sistemas contemporáneos donde, finalmente, se permitió al jugador alternar ambas bandas sonoras a su gusto. No obstante, se produjeron ciertos defectos, como la eliminación de la melodía vocal de Introducción del Juego de la banda sonora Japonesa/Europea  "You Can Do Anything", siendo sustituida por una versión instrumental de la misma. Lo mismo sucedió con la melodía del Ending del Juego para dicha banda sonora. Sin embargo, esto sólo es debido a problemas legales.

## Lanzamientos posteriores
Se lanzó una versión para PC en 1996. Entre los más notables cambios está el cambio de los videos, con una velocidad de imagen mayor, y un estilo diferente. La versión japonesa obtuvo el manual traducido de la americana, y todas las versiones tenían las melodías americanas, incluyendo como pistas incluso las melodías del pasado.
Debido al funcionamiento de Microsoft DirectX en los equipos Windows basados en NT (o sea, Windows NT, Windows 2000, y Windows XP), la instalación de este juego puede fallar. A pesar de que esto puede solucionarse por diversas vías, el juego es incapaz de ejecutarse. Usando un parche no oficial, escrito por un miembro de la comunidad Sonic, Sonic CD puede funcionar en los últimos sistemas operativos Windows.
Además del port a PC, Sonic CD es parte de la compilación Sonic Gems Collection para Nintendo GameCube y PlayStation 2. Esta versión está llevada de la de PC, con algunas mejoras en el refresco de imagen y la carga. Esto parece ser debido a la dificultad de emular la Sega Mega-CD en las nuevas consolas, o quizás a una mayor dificultad a portar una versión de PC.
Gracias a esto, Sonic CD en Sonic Gems Collection cuenta con audio convertido de 11 kHz WAV para todos sus efectos sonoros (de calidad muy inferior a otros juegos del recopilatorio), así como los nuevos videos, a una calidad mucho mayor a la que salieron en su día. Sin embargo, también carece de algunos efectos usados en otras versiones, como el agua de Rondas de Sonic CD#Tidal Tempest, o todo tipo de degradados. También hay otros problemas, como el fondo del futuro malo de Stardust Speedway con luz estática, la luz de los minerales brillantes de Quartz Quadrant, o problemas sonoros en el jefe de la misma zona.
La banda sonora, en Japón puede elegirse cambiando el idioma de la consola (sólo en PlayStation 2), mientras que en el resto del mundo sólo está disponible la versión americana. La versión europea, también, llegó a 50 Hz, haciendo aún mayores las críticas a este juego.
Un CD de Sonic Gold tiene el Sonic CD en PC.
En agosto de 2011 se anunció una remasterización de Sonic CD para sistemas de descarga de las consolas PS3, Xbox 360, así como para móviles Android, Windows Phone y App Store disponible para navidades de 2011.
Según el blog de Sega, Sonic CD será una precuela de Sonic 4 Este port, a diferencia de anteriores, posee múltiples mejoras: Se puede elegir entre el Spin Dash original de Sonic CD y el nuevo procedente de Sonic 2, la resolución de la pantalla es panorámica de 16:9, el usuario puede alternar en cualquier momento la banda sonora original Japonesa y Americana, además de haber un filtro alisador de píxeles HD que mejora los gráficos. Además, el personaje Tails, con su capacidad de volar y nadar de Sonic 2, es jugable por primera vez en Sonic CD contando con nuevos sprites creados para la ocasión. Esta nueva versión contiene una pequeña colección de logros/trofeos para hacerlo más interesante al juego.
En 2022 aparece un nuevo recopilatorio denominado Sonic Origins la cual incluye Sonic CD, para las plataformas Nintendo Switch, PlayStation 4, PlayStation 5, PC, Xbox One y Xbox Series X/S. .